# Tiếng Hitti
Tiếng Hitti (nội danh: 𒉈𒅆𒇷 nešili "[trong tiếng] của Neša"), còn gọi là tiếng Nesa, là một ngôn ngữ Ấn-Âu, bản ngữ của người Hitti, một dân tộc Tiểu Á thời đồ đồng từng lập nên một đế quốc (đóng đô ở Hattusa) một thời mở rộng lãnh thổ đến tận bắc Levant và Thượng Lưỡng Hà. Ngôn ngữ này được viết bằng chữ hình nêm, ghi nhận trực tiếp từ thế kỷ XVI TCN (văn bản Anitta) đến thế kỷ XIII TCN; tuy vậy, từ mượn và tên riêng tiếng Hitti đã xuất hiện từ tận thời kỳ Cổ Assyria (từ thế kỷ XX TCN).
Đến cuối thời đồ đồng, tiếng Hitti dần mất vị thế trước tiếng Luwia. Có vẻ như đến thế kỷ XIII TCN, tiếng Luwia là thứ tiếng đại chúng ở kinh đô Hitti, Hattusa. Sau sự sụp đổ của đế quốc Hitti, tiếng Luwia đầu thời đồ sắt chiếm vị trí ngôn ngữ chính trong các nhà nước Hitti Syria tại đông nam tiểu Á và bắc Syria.
Tiếng Hitti là ngôn ngữ Ấn-Âu cổ nhất từng ghi nhận và là ngôn ngữ Anatolia (Tiểu Á) được nghiên cứu kỹ càng nhất.

## Tên gọi
Hitti là tên hiện thời cho ngôn ngữ này do dân cư vương quốc Hatti (Ḫatti) được đồng nhất với người Hitti trong Kinh Thánh (Hebrew:*חתים Ḥettim), song sau đó ngờ vực dấy lên quanh quan điểm này. Ngày nay, thuật ngữ Hatti được dùng để chỉ một dân tộc bản địa Tiểu Á tiền thân của người Hitti và ngôn ngữ phi Ấn-Âu của họ.
Trong văn bản đa ngữ tìm được ở cứ địa người Hitti, trước đoạn văn viết bằng Hitti hay có từ nesili (hay nasili, nisili), "[trong tiếng nói] của Neša (Kaneš)", một đô thị quan trọng trước khi đế quốc Hitti nổi lên. Trong một trường hợp, nesili được thay bằng kanisumnili ("[trong tiếng nói] của Kaneš").
Dù người dân đế quốc Hitti đa dạng về dân tộc và ngôn ngữ, tiếng Hitti là ngôn ngữ trong hầu hết văn bản. Mặc cho có nhiều tranh cãi về sự thích hợp của từ ngữ, Hitti hiện vẫn là từ thường dùng để chỉ dân tộc và ngôn ngữ này. Thuật ngữ Nesa, bắt nguồn từ nesili, chưa bao giờ trở nên thông dụng.